# (36367) 2000 OF12
2000 OF12 (asteroide 36367) é um asteroide da cintura principal. Possui uma excentricidade de 0.20877630 e uma inclinação de 6.94834º.
Este asteroide foi descoberto no dia 23 de julho de 2000 por LINEAR em Socorro.